# Alte Burg (Rotenhain)
Die Alte Burg bei Rotenhain, auch Alte Burg zu Rotzenhahn genannt, ist eine abgegangene Turmhügelburg (Motte) im Westerwald (Westerwaldkreis) in Rheinland-Pfalz.
Die Anlage datiert aus der zweiten Hälfte des 13. Jahrhunderts. Erhalten sind die Grundmauern (15 × 16 Meter), der sechs Meter tiefe Brunnen, der zwei bis drei Meter breite Burggraben und die zwei Meter hohe Anschüttung. Der nach einem umgekehrten Kaffeefilterprinzip arbeitende Brunnen ist noch funktionstüchtig. Das komplett gemauerte – auch der Boden – Gebilde ist von einer Mischung aus Lehm und feinem Sand umgeben, die als Filter für alle Schmutzstoffe aus dem Grundwasser wirkt. Dadurch ist das Brunnenwasser so klar, dass man bei direkter Lichteinstrahlung den Grund sehen kann. Die Lage nahe einer wichtigen Handelsstraße lässt vermuten, dass sie als Zollstation dienen sollte.
Ausgrabungen in der Zeit von 1997 bis 2000 brachten interessante Details zum Kleinburgenbau zutage. Neben dem Brunnen wurden im Inneren verkohlte Überreste gelagerten Getreides entdeckt. Um dieses vor Feuchtigkeit und Verfaulen zu schützen, wurde der Boden in der Bauphase starker Hitze ausgesetzt, sodass er verglaste und eine rosa Färbung annahm. So blieb das Getreide auch in der feuchten und kalten Jahreszeit trocken. Ergänzend kamen zahlreiche Tonscherben und Tierknochen hinzu. Über die Burg sind keine historischen Daten bekannt, daher trägt sie den Notnamen "Alte Burg". Sie war nicht lange besetzt, und sie wurde nicht gewaltsam erobert und zerstört, sondern nach Auflassung bis auf die Grundmauern abgerissen.
Das heute sichtbare Gebäude ist ein vollständiger Neubau, den der Rotenhainer Verein "Historica" unter viel Eigenleistung und Zuschüssen aus Landesmitteln von 2009 (Grundsteinlegung) bis 2012 (Bau der hölzernen Brücke) errichtete. Zum Einsatz kamen dabei moderne Materialien (u. a. Formsteine, Beton). Das Gebäude orientiert sich in den Ausmaßen, d. h. in der Grundfläche, an den archäologisch nachgewiesenen Mauern. Die über 3 Meter breiten Fundamenten noch 2 Meter breiten Mauern des Erdgeschosses ließen auf ein mehrstöckiges Bauwerk schließen. Beim Wiederaufbau hat man sich statt für einen Turm für ein eher breit gelagertes, hausähnliches Gebäude entschieden. Alle Details wie Form und Anzahl der Fenster, Türen usw. sind frei gestaltet, da hierzu keine Befunde mehr vorlagen. Nur die Lage des Eingangs kann aufgrund von Pfostenfunden der Brücke relativ gut vermutet werden. Auch der zurückgesetzte Aufsatz hinter dem Zinnenkranz und die Dachform ist eine freie Rekonstruktion. Das Innere wird für Veranstaltungen genutzt und ist unter Verwendung mittelalterlicher Motive gestaltet.

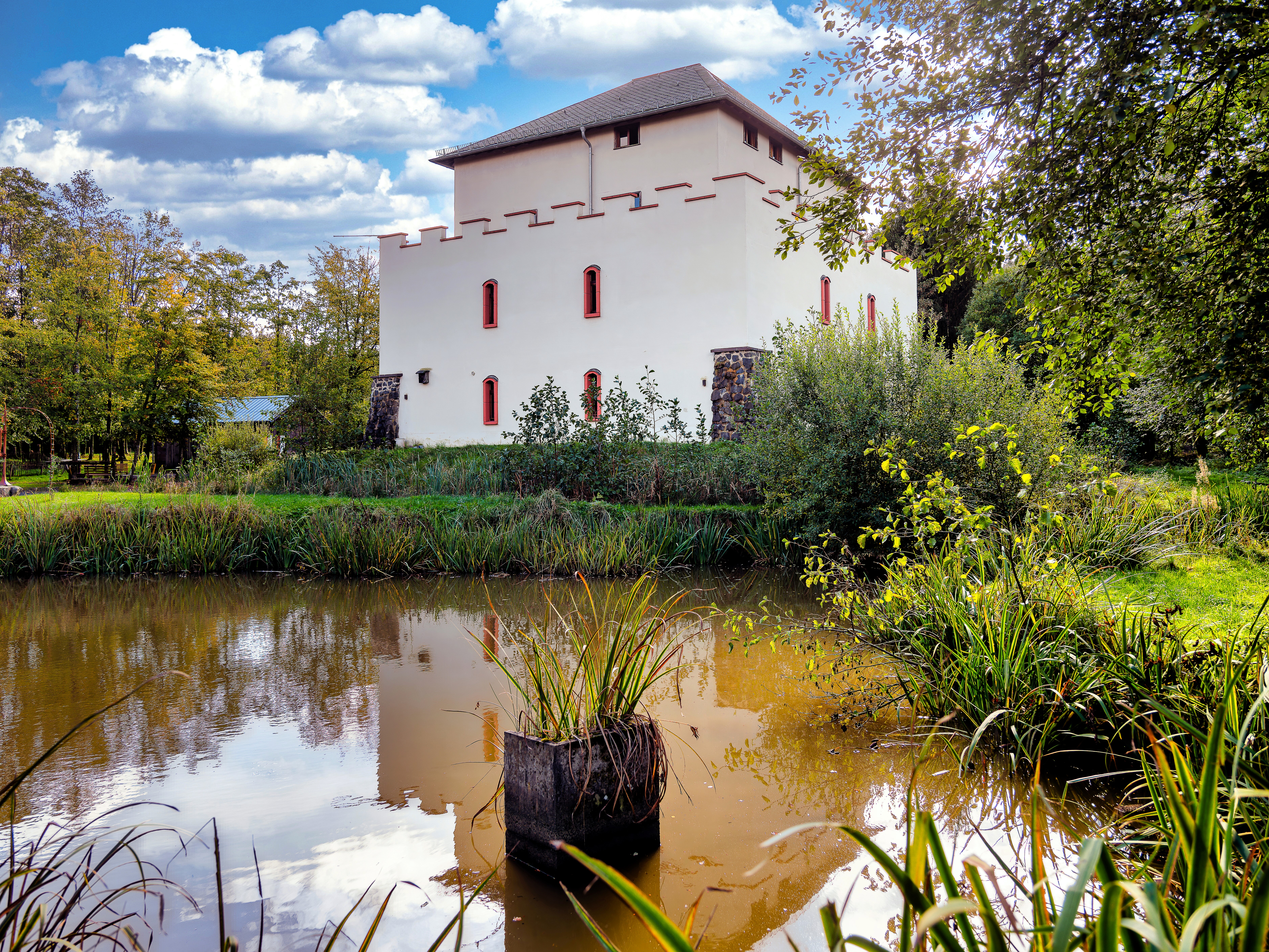
Burggraben
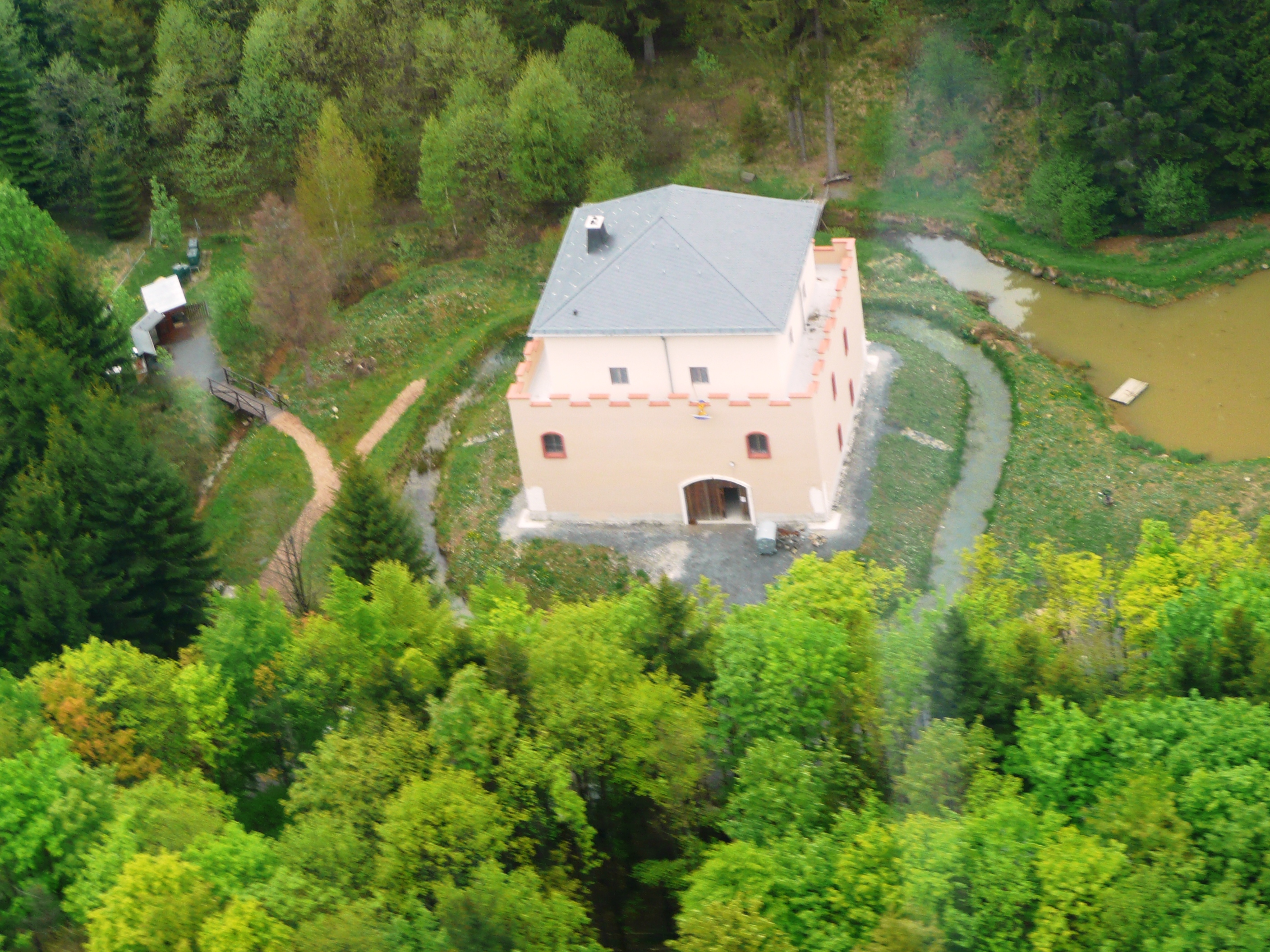
Luftaufnahme
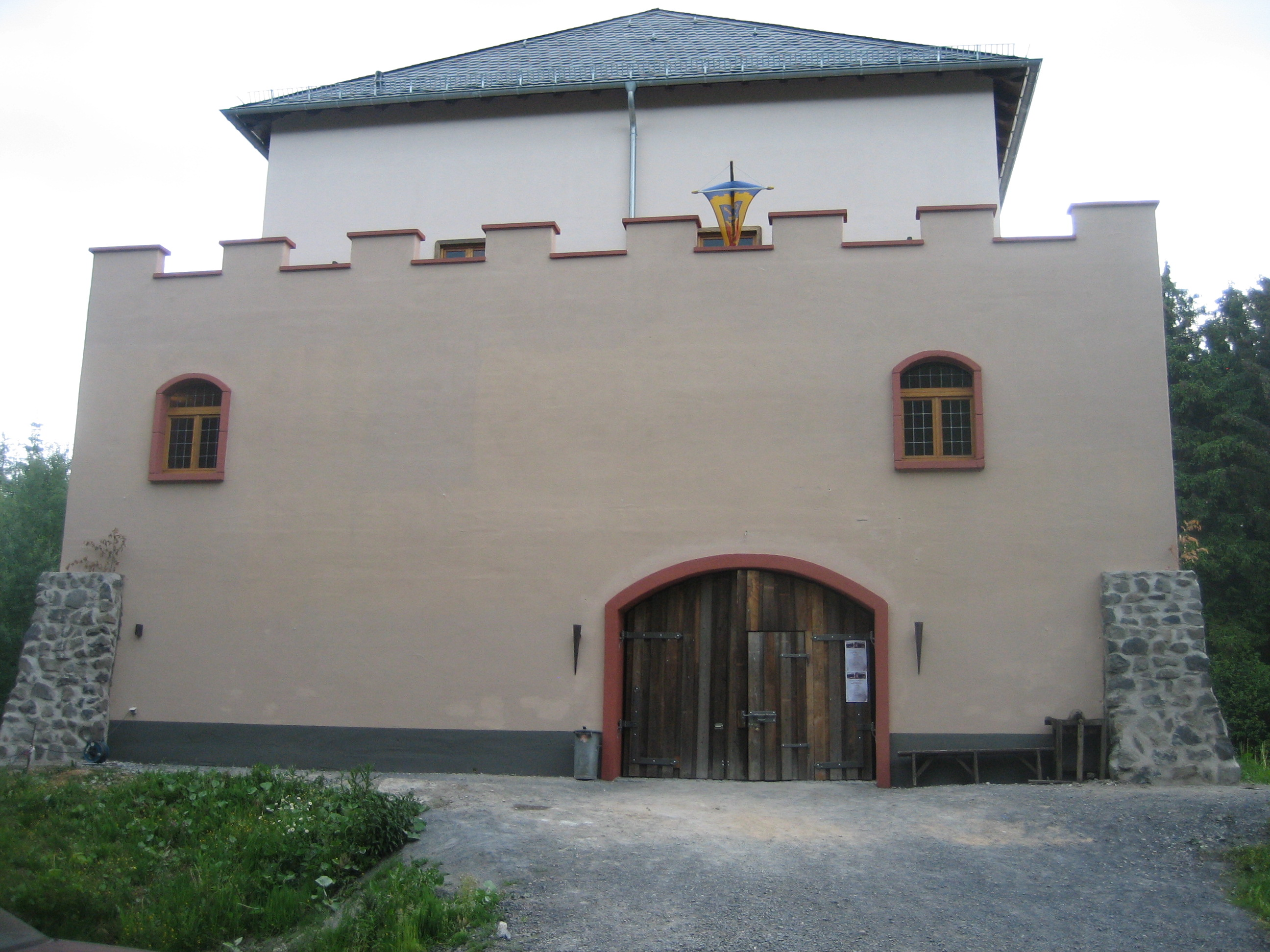
Frontansicht
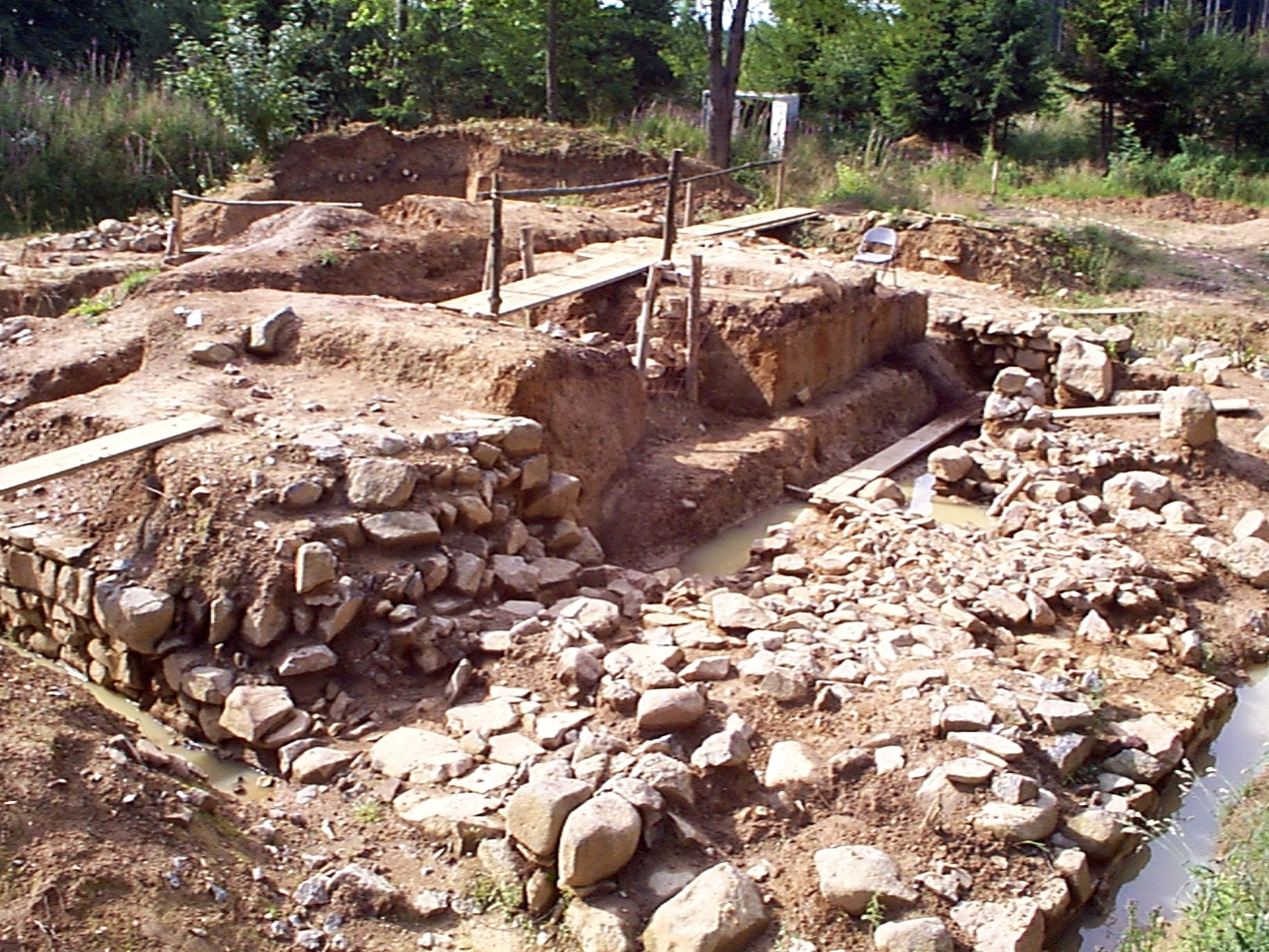
Ausgrabungsstätte
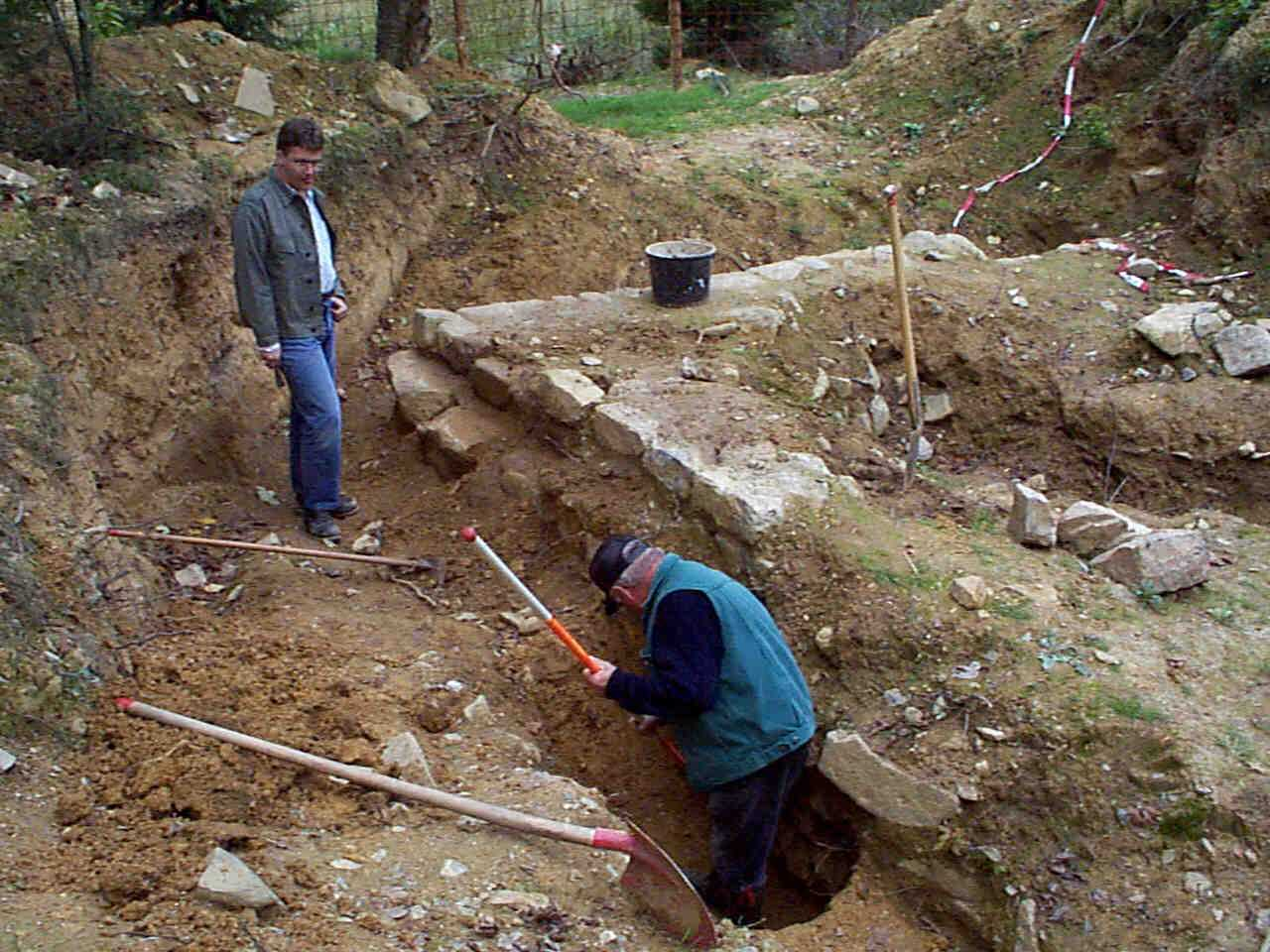
Ausgrabungsarbeiten